# Национално знаме на Суринам
Националното знаме на Суринам представлява правоъгълно платнище съставено от пет хоризонтални цветни полета в следния ред от горе надолу: зелено с размер 1/5 от ширината, бяло с размер 1/10 от ширината, червено с размер 2/5 от ширината, отново бяло с размер 1/10 от ширината и зелено с размер 1/5 от ширината. В центъра на червеното поле се намира жълта петолъчка. Отношението на дължината към ширината е 2:3.
Червеният цвят символизира напредък и любов, зеленият – надежда и плодородие, а белият мир и справедливост. Жълтата петолъчка е символ на единството на различните етнически групи в страната.
Знамето на Суринам е прието на 25 ноември 1975 г. при обявяване на независимостта на страната. То заменя предишното знаме, което представлява 5 цветни петолъчки, свързани с елипса на бял фон. Цветните звезди символизират 5-те основни етнически групи живеещи в Суринам, а елипсата – приятелството между тях.

## Знаме през годините
- Знаме на Холандска Гвиана (1959 – 1975)